# نظام طرق الدراجات في الولايات المتحدة

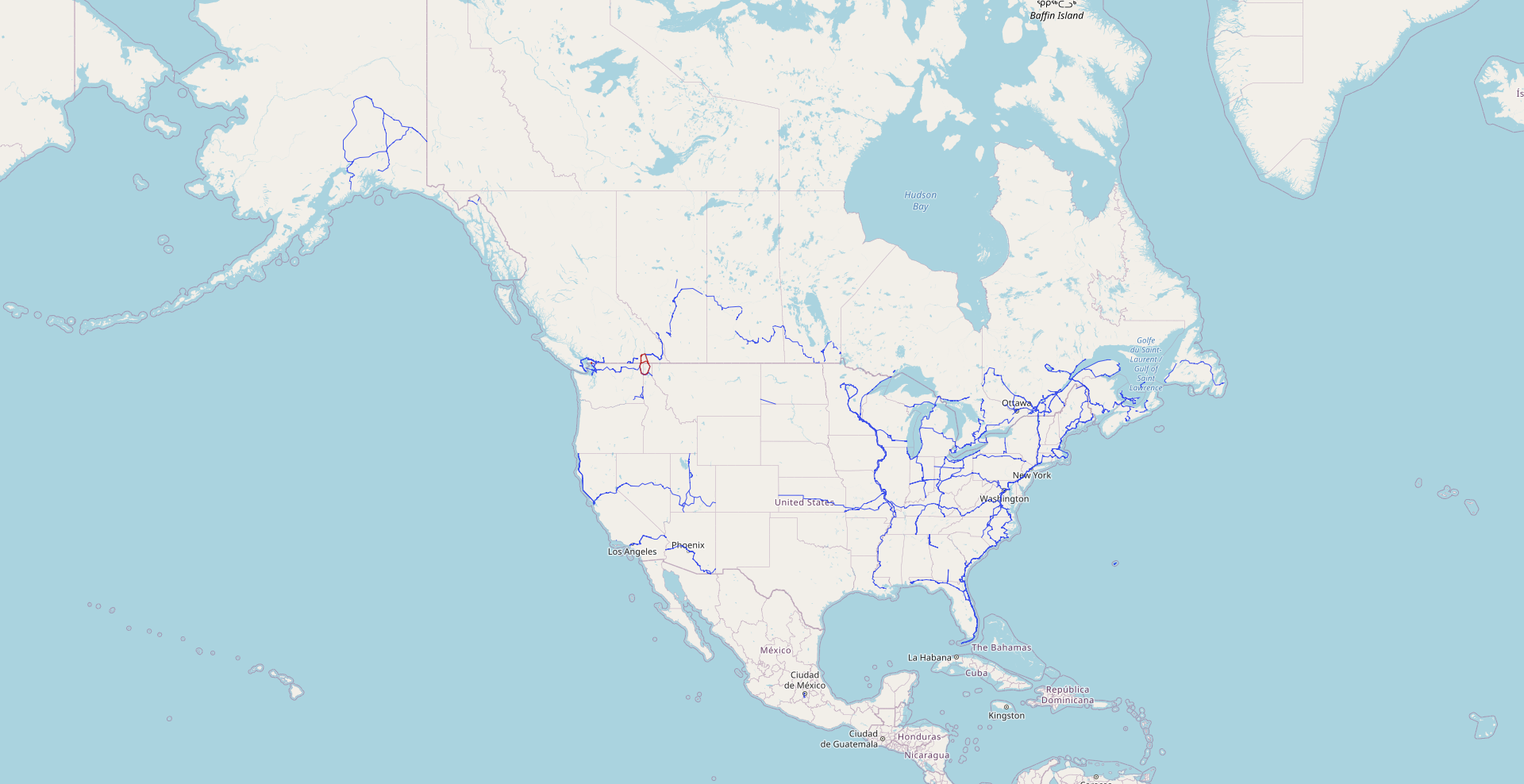
يواضح هنا في الصور شبكه طرق الدراجات الوطنيه في الولايات المتحدة الأمريكية وعدد من الطرق المتنوعة

نظام مسار الدراجات في الولايات المتحدة (المختصر USBRS) هو شبكة طرق الدراجات الوطنية في الولايات المتحدة. وهي تتألف من طرق لركوب الدراجات لمسافات طويلة بين الولايات تستخدم أنواعًا متعددة من الهياكل الأساسية لركوب الدراجات، وبما في ذلك المسارات الخارجية، وطرق ركوب الدراجات، والطرق منخفضة الحركة. وكما هو الحال مع النظام في الولايات المتحدة يتم الحفاظ عليه من قبل حكومات الولايات والحكومات المحلية. ويهدف USBRS في نهاية المطاف إلى اجتياز البلاد بأكملها، مثل طرق الدورة الوطنية الهولندية وشبكة الدورة الوطنية في المملكة المتحدة، ولكن على نطاق مماثل لشبكة EuroVelo التي تمتد إلى أوروبا.
تأسست USBRS في عام 1978 من قبل الرابطة الأمريكية لمسؤولي الطرق السريعة والنقل (AASHTO)، وهي الهيئة نفسها التي تنسق ترقيم الطرق السريعة بين الولايات والطرق الأمريكية. أُنشئ أول اثنين من خطوط الدراجات الأمريكية في عام 1982، وظل اثنان فقط حتى عام 2011. وقد تبع ذلك النمو المستمر والاهتمام بالنظام منذ ذلك الحين. كما في أغسطس 2021، امتد 29 طريقاً للوالدين و24 طريقاً للأطفال على مسافة 17734 ميلاً (28540 كم) عبر 31 ولاية ومقاطعة كولومبيا. ومن المتوقع أن يشمل النظام، بمجرد إتمامه بشكل كامل، أكثر من 50 ألف ميل (80 ألف كم) من طرق الدراجات.

## التخطيط
مثل الطرق السريعة المرقمة في الولايات المتحدة والعديد من أنظمة المسارات الوطنية، صُمم نظام مسار الدراجات في الولايات المتحدة ليتبع الشبكة تقريبًا. والطرق الرئيسية هي الطرق الرئيسية العابرة للبلدان وتمثَّل بأرقام من رقم واحد أو رقمين. ومن المقرر أن تمتد الطرق المعادلة في المقام الأول من الشرق إلى الغرب، مع وجود طرق صغيرة العدد في الشمال وطرق كبيرة العدد في الجنوب. يتم تعيين ثلاثة أرقام لطرق المساعدة مع آخر رقمين يدلان على المصدر الذي يرتبط به المساعد. شأن الشبكة، شأن أنظمة المسارات الأخرى، تنتهك في بعض الأحيان؛ فعلى سبيل المثال، يتوقع أن يتحول مسار الولايات المتحدة 76 (USBR 76) إلى الشمال في ولاية كولورادو وينتهي في ولاية أوريغون على عكس ولاية كاليفورنيا، جنوب USBR 20 (وبالتزامن معها مؤقتًا) ولكن إلى الشمال من USBR 50. كما هو الحال مع الطرق السريعة المساعدة بين الولايات، اثنان من خطوط الدراجات الأمريكية المتميزة في ولايتين مختلفتين على طول الطريق الرئيسي نفسه قد تشترك في الرقم نفسه من ثلاث خانات دون أي خطة لربط الطرق. وحدث أول مثال على هذا التكرار في عام  2021فكان USBR 230 في أوهايو، لا يرتبط بصلة بـ USBR 230 الموجود في ويسكونسن.
ستكون USBR 1 الحالية الطريق الأبعد شرقًا، على الرغم من أن USBR 5 سوف تمتد أبعد شرقًا منها في فرجينيا وكاروليناس. أكثر الطرق الغربية والشمالية هي USBR 97 وUSBR 8 على التوالي، وكلاهما في ولاية ألاسكا، ولكن USBR 97 يدخل أيضًا واشنطن. وخارج ألاسكا، من المتوقع أن يكون الطريق الأكثر غربًا USBR 95 والأكثر شمالًا USBR 8. وعلى الرغم من التشابه بين النظام ونظام الطرق السريعة في الولايات المتحدة، فإن أرقام الطرق التي يتبعها المركز لا تتبع بالضرورة المسار نفسه الذي يتبعه رقم الطريق السريع في الولايات المتحدة؛ على سبيل المثال، في حين أن USBR 1 سوف يمتد على مقربة من الساحل الشرقي وبالتالي بشكل موازي للطريق الأمريكي 1 (الولايات المتحدة 1)، فإن المسار المتوقع USBR 10 عمومًا يتبع المسار الأمريكي 2.
من أجل أن يكون الطريق مؤهًلا، طريق الدراجات الأمريكي، فإنه يحتاج إلى ربط ولايتين أو أكثر، أو ربط طرق دراجات أمريكية متعددة، أو ربط طريق دراجات أمريكي بحدود وطنية.